# Guardia Piemontese
Guardia Piemontese (en occitano: La Gàrdia) es un municipio italiano (comuna) de la provincia  de Cosenza, en la región de Calabria, donde se habla el "gardiòl" (occitano en su variedad vivaro-alpina) desde el siglo XIII, siendo un enclave del occitano dentro del dominio lingüístico italiano. 
Guardia Piemontesa consta de dos partes: Guardia Piemontesa Paese, la parte histórica de la ciudad situada sobre un promontorio rocoso, y Guardia Piemontesa Marina, de construcción más reciente y establecida a orillas del mar.

## Historia
El adjetivo Piemontese ("piamontés") se debe a los valdenses que, huyendo de las persecuciones religiosas que sufrían en el valle Pellice (uno de los Valles Occitanos del Piamonte) en el siglo XII, se refugiaron en esa parte de la costa noroeste de Calabria donde fundaron varios pueblos. Guardia fue fundada entre los siglos XII y XIII como "Guardia Lombarda", nombre que conservó hasta 1863.
Los valdenses vivieron al menos tres siglos sin conflictos con las comunidades católicas vecinas hasta el siglo XVI, cuando se adhirieron a la reforma de Calvino. Esto llevó al cardenal Ghislieri (Gran Inquisidor y futuro papa Pío V) a lanzar una cruzada contra ellos para erradicar la "herejía" y convertirles al catolicismo. Se estima que el 3 de junio de 1561 tropas de mercenarios al servicio de la Inquisición masacraron a 2.000 habitantes de la ciudad.
En 1600, fue construido un convento de dominicos (la actual iglesia del SS. Rosario) cuyos frailes se encargaron de vigilar la vida pública y privada de los habitantes conversos de Guardia hasta finales del siglo XVIII.

## Herencia occitana
- Porta del sangue (Puerta de la Sangre): En recuerdo de aquella masacre, una de las antiguas puertas de acceso a la ciudad fue renombrada Puerta de la Sangre.

- Porta con spioncino: Aún se conserva un ejemplar del tipo de puerta de acceso a las viviendas de los conversos protestantes. Llamada "puerta con mirilla", fue impuesta por la Inquisición después de junio de 1561. La mirilla sólo se abría y se cerraba desde el exterior y permitía a los frailes dominicanos, congregados en Guardia Piemontese en el siglo XVII, de vigilar la vida privada de los antiguos herejes que habían escapado a la matanza y que habían sido convertidos al catolicismo a la fuerza.

- Piazza Chiesa Valdese: Al igual que varias calles del casco antiguo cuyos nombres recuerdan su pasado valdense, la plaza Chiesa Valdese (plaza de la iglesia valdense), se llama así por ser el lugar donde se elevaba el antiguo templo protestante.

- Roca di Val Pellice: En la plaza Chiesa Valdese, se erigió en 1975 un monumento en homenaje a las víctimas de las matanzas de aquel mes de junio de 1561; consiste en una roca traída del pueblo de Torre Pellice, situado en el valle de origen de los valdenses de Calabria. Torre Pellice (provincia de Turín) está hermanado con Guardia Piemontese desde 1981.

- Centro di cultura Giovan Luigi Pascale: En 1983, se abrió el Centro Cultural Giovan Luigi Pascale, un museo y centro de documentación dedicado a los valdenses de Calabria y de Guardia Piemontese en particular.

Dos manifestaciones culturales locales atestiguan el apego por parte de los habitantes de la zona a su herencia occitana.
- La "Primavera Occitana" en abril: manifestaciones culturales en el marco de intercambios con escuelas de la región de Piamonte.

- La "Semana Occitana": cada mes de agosto, esta semana organizada por las administraciones comunales de Guardia Piemontese y de la provincia de Cosenza dedica una serie de espectáculos y conferencias a su patrimonio lingüístico y cultural occitano.

## Otros monumentos de interés
- museo della civiltà contadina: reconstitución de una casa tradicional.
- Iglesia San Andrea Apostolo: dedicada a San Andrés, patrón de Guardia.
- Palacio Spinelli: antigua residencia de verano del marqués Salvatore Spinelli, señor de Fuscaldo.
- Iglesia del Santo Rosario (siglo XVII): pertenecía al antiguo convento dominicano.
- Torre de Guardia: antigua torre de vigilancia costera, construida alrededor del año 1000. Pertenecía a una fortaleza de la que hoy sólo queda parte de la muralla.
- Bajo relieve: obra del escultor Giuseppe Tarantino, y donado por la región de Piamonte en 2000, representa la historia de la emigración piamontesa.

## Evolución demográfica
| Gráfica de evolución demográfica de Guardia Piemontese entre 1861 y 2001 |
|                                                                          |
| Fuente ISTAT - elaboración gráfica de Wikipedia                          |